# エーリヒ・ケンプカ

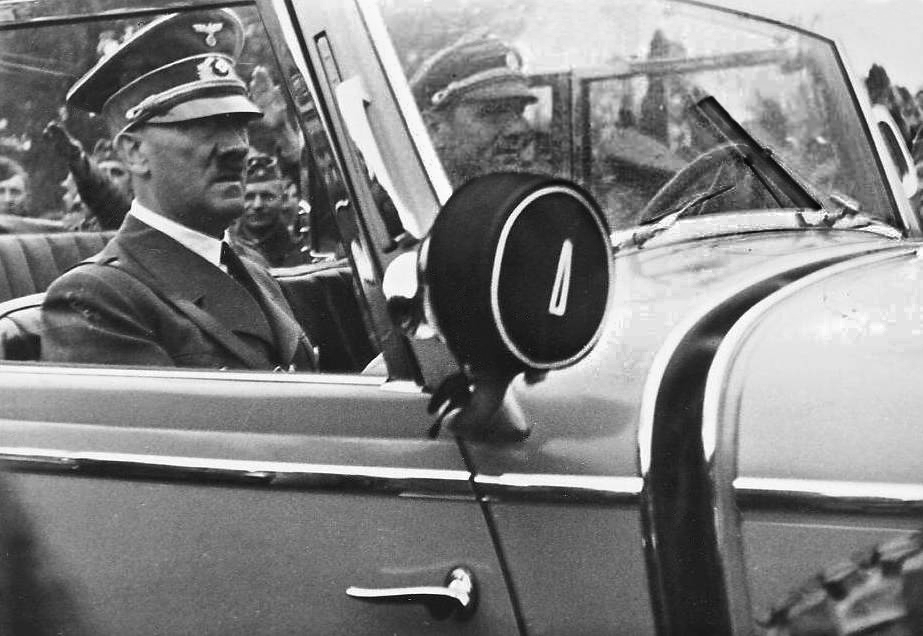
1939年9月、ポーランドで歓喜する兵士の前をメルセデスW31で通り過ぎるヒトラーと運転手のエーリヒ・ケンプカ

エーリヒ・ケンプカ（Erich Kempka、1910年9月16日 ‐ 1975年1月24日）は、アドルフ・ヒトラーの運転手として知られる人物。一般親衛隊の隊員でもあり、最終階級は親衛隊中佐（SS-Obersturmbannführer）。

## 略歴
オーバーハウゼンに坑夫の息子として生まれる。DKWで自動車修理工として働いていたが、1930年4月1日に国家社会主義ドイツ労働者党（ナチス党）に入党（党員番号225,639）。1932年2月までエッセン大管区指導者ヨーゼフ・テアボーフェンに運転手として仕えた。
1932年2月26日ケンプカはベルリンのカイザーホーフへの出頭命令が下り、そこでヒトラーと面談し、これまで運転した車や運転中のトラブル発生時の対応について事細かに質問された。1932年2月29日に結成されたヒトラーの警護部隊「親衛隊総統警護隊」（en:SS-Begleitkommando des Führers）の8人のうちの1人に選ばれた。テルボーフェンの推薦でアドルフ・ヒトラーの運転手の一人となった。1932年の大統領選挙時にはユリウス・シュレックがヒトラーの主要な運転手であったが、この選挙期間中、ケンプカは1万2000 kmも走り、ヒトラーに運転技術を認められる。結局この年は合計で12万200 kmも走っていた。1934年にはユリウス・シュレックやエミール・モーリスにかわってヒトラーの最も主要な運転手、従者、ボディーガードとなっていった。ケンプカは車の運転が必要のない場所でも、ヒトラーへの帯同が許されていた。長いナイフの夜のエルンスト・レームの逮捕の際にも居合わせた。
1936年5月にはシュレックが死去したため、ケンプカがヒトラーの主要な運転手となった。1937年12月に親衛隊の生命の泉に入った。親衛隊全国指導者ハインリヒ・ヒムラーより親衛隊名誉リングを授与された。ケンプカはチェコスロバキア解体に向けた会談では、エミール・ハーハを車で迎えに行ったり、ズデーテン割譲が成立したときにはヒトラーと共にズデーテンに進駐した。ポーランド侵攻後はヒトラーはケンプカが運転する車に同乗し、最前線の視察を行なっていた。
ケンプカはヒトラーに防弾車の製作を提案するが、ヒトラーからは自分がドイツ国民に命を狙われるはずがないし、ヨーロッパ全土のために有益な人物であるから外国人に命を狙われることもないとして、ケンプカの提案を当初は却下するものの、1939年11月8日にミュンヘンのビアホールビュルガーブロイケラーで暗殺されそうになったのを受けて、防弾車の製作を許可する。こうして完成した防弾車の防御力は窓ガラスは厚さ45 mmの複層ガラス、側面は3.5～4 mmの装甲板に覆われ、車底は厚さ9～11 mmの鋼板でできており、地雷や500 gのダイナマイトにも耐えるように設計されていた。この防弾車は非常に好評で、マンネルハイム元帥、アントネスク元帥、ボリス3世、ヴィドクン・クヴィスリング、フランシスコ・フランコにも贈呈した。このようなこともあり、ヒトラーからケンプカへの信頼は厚く、ヒトラーは夜間に護衛も付けずにケンプカを運転手としてベルリンをドライブしたり、マルティン・ボルマンからのケンプカに対する讒言も一切取り合わなかった。また、総統官邸に勤務する兵士は経験を積むために最前線に勤務するのが通例であり、ケンプカは最前線の勤務をヒトラーに希望したが、ヒトラーはケンプカを信頼していたため却下し、ほとんどをヒトラーの近くで過ごしていた。
1945年4月、ソ連軍によるベルリンへの攻撃が始まる。ケンプカは4月21日 、ヴェンクに第12軍でもって、ソ連軍への攻撃を督促する命令書を届けるため、2台のバイクを手配した。だが、1台は運転手が平服を着ていたため脱走兵と間違われ、味方に捕まり、命令書に記載されているマルティン・ボルマンとヴィルヘルム・ブルクドルフの署名も信用されず、総統地下壕への身元照会によってようやく解放されるという有様で、もう1台は結局帰ってこず、ヴェンク軍への攻撃督促はならなかった。4月30日、ヒトラー自殺前後に、ヒトラーの副官オットー・ギュンシェから200リットルのガソリンを持ってくるようにと電話を受ける。ケンプカはティーアガルテンに2000～3000リットルほどあるガソリンを持っていこうとしたが、ソ連軍の攻撃が激しいため断念し、車のガソリンタンクから抜くことで160～180リットルのガソリンをギュンシェの元に持っていった。ケンプカはヒトラー夫妻の遺体焼却に加わり、追加のガソリン数100リットルを部下に持ってこさせた。
1945年5月1日夜、総統地下壕に残る兵士や職員達が数グループに分かれて脱出することになり、ケンプカは100人ほどのグループを率いて、総統地下壕を脱出する。ケンプカのグループは味方の大部隊がいるとされたフェールベリンへの脱出を試み、ヴィルヘルム広場から地下鉄を通り、フリードリヒ通り駅に進み、ヴァイデンダム橋に到着したが、そこから北はソ連軍が陣取っており、身動きできない状況に陥る。日付が変わった5月2日にはマルティン・ボルマンとルートヴィヒ・シュトゥンプフェッガーら5人がヴァイデンダム橋に合流する。戦車が無いと脱出できないという結論に至った彼らだったが、幸いにもIV号戦車と装甲車、それぞれ3輌がケンプカ達の元に現れる。戦車を盾にして、進もうとするも攻撃され、前方にいたボルマンとシュトゥンプフェッガーは吹き飛ばされ、ケンプカは意識を失う。ケンプカはボルマンとシュトゥンプフェッガーがこの砲撃で死んだのだろうと思っていた。
意識を回復したケンプカはグループでの脱出をあきらめ、グループを解散した。ケンプカはフリードリヒ通り駅からレールター駅へと向かう途中の野営所で女性のユーゴスラビア人と出会い、彼女から工場労働者の服をもらい、ケンプカは親衛隊の制服を脱ぎ捨て、身分のわかるものを全て焼却した。そして、野営所にはソ連軍の政治将校がおり、女性のユーゴスラビア人はケンプカを自分の夫として紹介し、彼らは飲み食いをして戦勝を祝った。
ケンプカはテーゲルまで、ユーゴスラビア人と行動を共にした。その後、5月30日には、ルターシュタット・ヴィッテンベルクに到着し、ここでトラウデル・ユンゲと再会し、ライン川を泳いで渡り、アメリカ軍の捕虜になることを告げる。ケンプカはライン川を泳いで渡ってからはヴァイマル、ニュルンベルク、ミュンヘンを経て、夫人が待つベルヒテスガーデンに到着する。1945年6月18日にベルヒテスガーデンでアメリカ軍に逮捕された。逮捕後は捕虜収容所を転々として、ヒトラーの死亡について何度も尋問を受け、ニュルンベルク裁判でも証人として出頭した。その後、ケンプカは1947年に釈放された。1951年に回顧録『ヒットラーを焼いたのは俺だ (Ich habe Adolf Hitler verbrannt)』を出版した。戦後はポルシェで運転手をしていた。1975年1月24日にフライベルク・アム・ネッカー（de:Freiberg am Neckar）で死去した。